# Konference Objekty
Konference Objekty byla česko-slovenská putovní konference zaměřená především na problematiku objektově orientovaného programování. 

## Popis
Konference Objekty sloužila jako odborná platforma pro výměnu zkušeností a poznatků z oblasti objektově orientovaných technologií (OOT). Jejím cílem byla prezentace informací o nejnovějších trendech v problematice OOT a také zprostředkování výměny zkušeností mezi odborníky z praxe a akademického prostředí. Konference byla pořádána od roku 1995 cca do roku 2011, jejím zakladatelem a hlavním organizátorem byl Doc. Ing. Vojtěch Merunka, Ph.D. 

## Hostitelské univerzity
- Česká zemědělská univerzita v Praze
- Ostravská univerzita
- Univerzita Hradec Králové
- Vysoká škola báňská - Technická univerzita Ostrava
- Žilinská univerzita v Žiline

## Partnerské instituce
- IDG
- Institut Svazu průmyslu ČR
- Jednota českých matematiků a fyziků
- Rada vědeckých společností AV ČR

## Osobnosti působící na konferenci
- Vojtěch Merunka
- Rudolf Pecinovský
- Miroslav Virius